# Szykoń moczarowy
Szykoń moczarowy (Pterostichus vernalis) – gatunek chrząszcza z rodziny biegaczowatych i podrodziny dzierowatych.

## Taksonomia
Gatunek ten opisany został po raz pierwszy w 1796 roku przez Georga W.F. Panzera pod nazwą Carabus vernalis.

## Morfologia

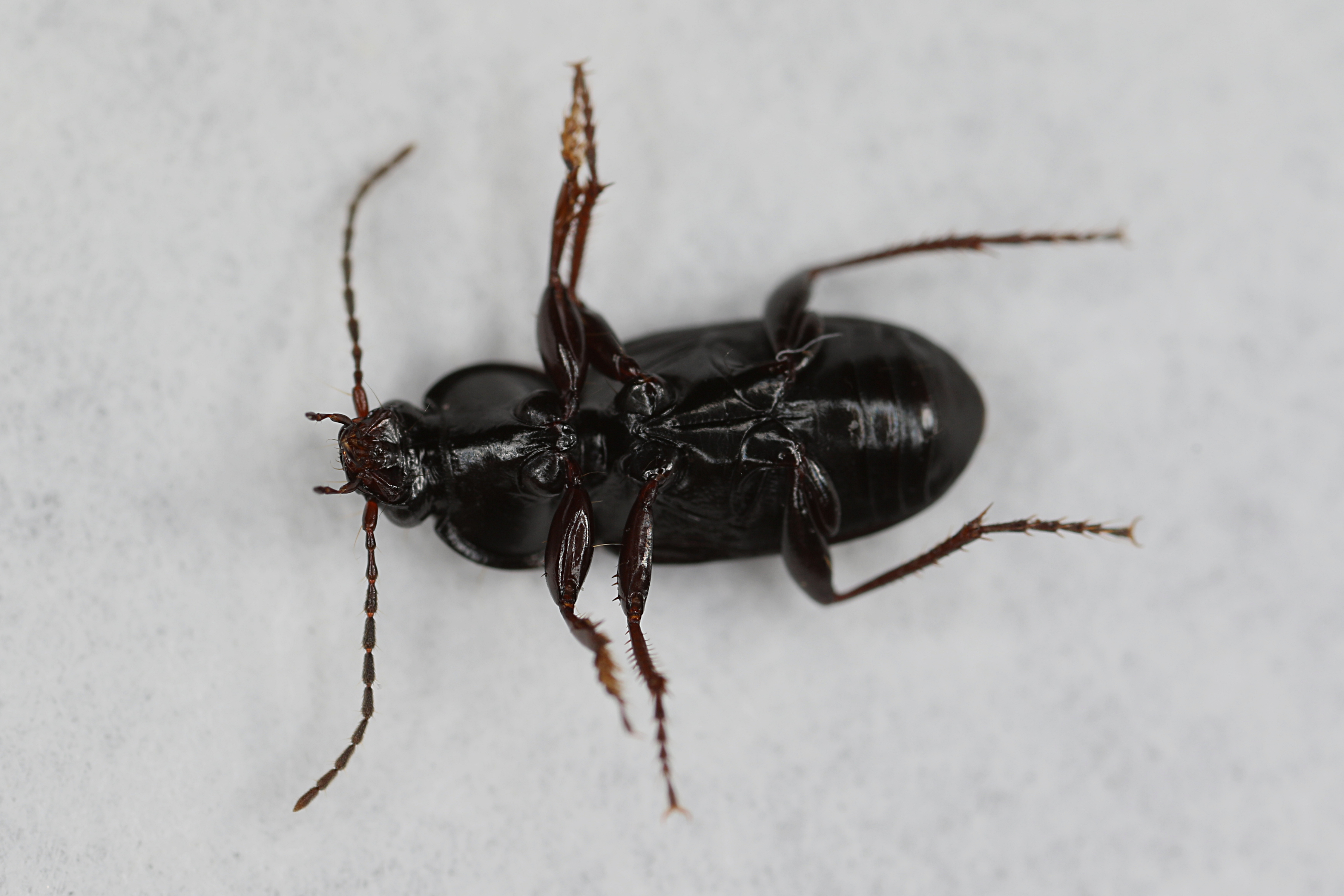
Widok od spodu

Chrząszcz o wydłużonym ciele długości od 5,9 do 7,3 mm, ubarwionym czarno, najczęściej z czerwonym pierwszym członem czułków, rzadziej z członami czułków od pierwszego do trzeciego czerwonobrązowymi lub z członem pierwszym przyciemnionym, niekiedy także z nieco rozjaśnionymi goleniami i stopami. Głaszczki mają człony również w częściach nasadowych ciemne do czarnych. Głowa ma powierzchnię między oczami pokrytą jednorodnym, małym i płytkim punktowaniem oraz wyposażona jest w dwie pary szczecinek nadocznych (supraorbitalnych). Przedplecze ma lekko wypukłe w zarysie krawędzie boczne i jest w tylnych kątach wypłaszczone. Pokrywy są płaskie, pozbawione irydyzacji, słabiej niż u P. cursor połyskujące, czarne z czerwonobrązowymi do czarnych epipleurami, szeroko zaokrąglone na szczycie. Ich powierzchnia ma wyraźną, poprzeczną, już przy czterdziestokrotnym powiększeniu rzucającą się w oczy mikrorzeźbę. Mają całkowicie obrzeżone podstawy, od dwóch do czterech chetoporów (punktów szczecinkowych) dyskalnych w trzecim międzyrzędzie, niekiedy pojedynczy chetopor dyskalny w międzyrzędzie piątym oraz pozbawione są rządków przytarczkowych i chetoporów przytarczkowych. Skrzydła tylnej pary są w pełni wykształcone. Odnóża cechują się stopami z pośrodkowymi rowkami podłużnymi na wierzchu członów. Stopy tylnej pary mają porośnięty od spodu delikatnymi szczecinkami człon ostatni.

## Ekologia i występowanie
Owad rozmieszczony od nizin po góry, z wyjątkiem ich wysokich partii. Higrofil. Zamieszkuje stanowiska od wilgotnych po podmokłe, najchętniej zacienione, ale znajdywany też na tych odsłoniętych. Zasiedla porośnięte roślinnością pobrzeża jezior, stawów, kałuż i wód wolno płynących oraz ich okolice, a także mokradła, lasy zalewowe i wilgotne łąki. Preferuje gleby bagienne. Bytuje w ściółce, pod kłodami, kamieniami, wśród mchów i turzyc. Postacie dorosłe aktywne są od wiosny do jesieni i stanowią stadium zimujące. Zarówno one, jak i larwy są drapieżnikami.
Gatunek pierwotnie palearktyczny, zawleczony jednak z balastem okrętowym do Kanady i Stanów Zjednoczonych w nearktycznej Ameryce Północnej. W Europie znany jest z Portugalii (w tym z Azorów), Hiszpanii, Irlandii, Wielkiej Brytanii, Francji, Belgii, Holandii, Niemiec, Szwajcarii, Liechtensteinu, Austrii, Włoch, Danii, Szwecji, Norwegii, Finlandii, Estonii, Łotwy, Litwy, Polski, Czech, Słowacji, Węgier, Białorusi, Ukrainy, Mołdawii, Rumunii, Bułgarii, Słowenii, Chorwacji, Bośni i Hercegowiny, Serbii, Czarnogóry, Albanii, Macedonii Północnej, Grecji oraz europejskiej części Rosji. W Afryce Północnej stwierdzony został z Maroka i Algierii. W Azji podawany jest z syberyjskiej części Rosji (na wschód po Lenę i Bajkał), anatolijskiej części Turcji, Azerbejdżanu, Kazachstanu, Uzbekistanu i Iranu. Na północ dociera do koła podbiegunowego.